# 阿卡迪亞站
阿卡迪亞站（法語：Station Acadie）位於加拿大魁北克省蒙特利爾市，是蒙特利爾地鐵5號線的車站。

## 外部連結
- （法文）（英文）蒙特利爾交通局：阿卡迪亞站 （页面存档备份，存于）（英文） （页面存档备份，存于）
- （法文）（英文）：阿卡迪亞站 （页面存档备份，存于）（英文） （页面存档备份，存于），含有阿卡迪亞站的資訊、歷史、車站結構與藝術品資料。